# Zdzisław Życieński
Zdzisław Życieński, ps. „Krzysztof”, „Wojciech Skrzetuski” (ur. 23 lutego 1923 w Zadorach) – polski architekt, żołnierz NSZ, AK i Polskich Sił Zbrojnych na Zachodzie, powstaniec warszawski.

## Życiorys
Syn Mieczysława i Janiny z Zawadzkich. 
W 1941 roku zdał maturę na tajnych kompletach w Warszawie. Następnie w okupowanym Lwowie przeszedł szkolenie kontrwywiadowcze. Ukończył tajną podchorążówkę Narodowych Sił Zbrojnych, prawdopodobnie w Garwolinie.  W 1942 zaprzysiężony w konspiracji. W 1943 ponownie skierowany do Lwowa. Przydział w lipcu 1944 roku: Narodowe Siły Zbrojne, oddział kpt. „Romana (w powstaniu warszawskim walczący w ramach 4. kompanii „Żmudzina" jako III pluton OS NSZ por. „Żubra”). 
W powstaniu warszawskim walczył najpierw w oddziale NSZ kpt. „Romana”, a następnie w Zgrupowaniu AK „Bartkiewicz” (4. kompania „Żmudzina"  (kpt. Bolesław Kontrym) −  3 pluton NSZ por. ”Żubra" (por. Waleriana Ryszarda Żelaźniewicza). Walczył w Śródmieściu Północnym m.in. na placu Dąbrowskiego, ul. Królewskiej, w walkach o gmach Arbeitsamtu przy ul. Kredytowej. Brał także udział w walkach o gmach PAST-y i Komendę Policji przy Krakowskim Przedmieściu. Dwukrotnie ranny, w tym na placu Małachowskiego podczas ostrzału z granatników prowadzonego przez Niemców na pozycje powstańcze przy ul. Mazowieckiej (postrzał obojczyka; został umieszczony w szpitalu polowym mieszczącym się w gmachu PKO przy ul. Jasnej 9. Po trzech dniach leczenia na własne życzenie wypisany, powrócił do oddziału).
Po upadku powstania trafił do obozu jenieckiego XI B Fallingbostel (numer obozowy 140165).
Następnie wstąpił do Polskich Sił Zbrojnych na Zachodzie. Jako żołnierz 1 Dywizji Pancernej przebywał w amerykańskiej strefie okupacyjnej w Bawarii oraz w Dolnej Saksonii (Meppen). W 1945 wziął udział w polskich i amerykańskich działaniach kontrwywiadowczych na terenie Czech i Bawarii, dotyczących zagrożonych uciekinierów z Polski. W latach 1946–1947 był kurierem Oddziału II Sztabu 2 Korpusu Polskiego (PSZ).
Po wyzwoleniu podjął studia na Wydziale Architektury Uniwersytetu w Rzymie. W 1946 powrócił do kraju, gdzie kontynuował studia architektoniczne na Politechnice Warszawskiej, które ukończył w 1952. 
W czasach komunizmu nie ujawnił swojego udziału w konspiracji i powstaniu warszawskim. Od 1948 pracował w biurze projektowym Zakładów Osiedli Robotniczych w Warszawie, biorąc czynny udział w odbudowie stolicy. Projektował też osiedla robotnicze na Śląsku i w Świętokrzyskiem. Współpracuje z Instytutem Pamięci Narodowej, został laureatem „Sygnetów Niepodległości”. 
Jest autorem i popularyzatorem wiedzy o historii żołnierzy niezłomnych.